# Tone Norum
Tone Monika Norum, född 18 september 1965 i Eds församling i Stockholms län, är en svensk sångerska och låtskrivare som vann popularitet under slutet av 1980-talet och början av 1990-talet, med listframgångar i Sverige. Musiken sträcker sig brett, från "syntig" pop  och rock till countryinspirationer.

## Biografi
Norum växte upp i Upplands Väsby och är syster till John Norum, som är medlem i hårdrocksgruppen Europe. Föräldrarna kommer från Norge och enligt uppgift känner hon sig lika norsk som svensk.
Några av hennes hitlåtar är "Stranded", "Can't You Stay", "Don't Turn Around" och Tommy Nilsson-duetten "Allt som jag känner". Hon var tidigare gift med musikern Max Lorentz, men är sedan januari 2007 gift med Magnus Andersson.
Tone Norum uppträdde 9 augusti 2008 i TV4:s Nyhetsmorgon för att marknadsföra sina nya båda album, ett med lågmälda covers på klassiska svenska låtar och ett med egenhändigt komponerade engelskspråkiga melodier. Sin nya stil definierade hon själv som "en blandning mellan irländsk folkmusik och country".

## Diskografi

### Album
- One of a Kind – 1986
- This Time... – 1988
- Red – 1990
- Don't Turn Around! – 1992
- Stepping Out – 1996

### Singlar
- Can't You Stay – 1985
- Give a Helpin' Hand (välgörenhetssingel med Swedish Metal Aid) – 1985
- Stranded – 1986
- Built on Dreams – 1986
- Allt som jag känner/My Summer With You (duett med Tommy Nilsson) – 1987
- Love Me – 1988
- Point of No Return – 1988
- This Time – 1988
- Running Against The Wind – 1988
- Ett Annat Hav (välgörenhetssingel med Valkören) – 1989
- How Does It Feel? – 1990
- Ordinary Girl – 1990
- 10 Times Out Of 1 (duett med Mikael Rickfors) – 1990
- Who Needs a Broken Heart – 1992
- Don't Turn Around – 1992
- Still In Love/I Can't Stop Loving You – 1992
- You Ain't Going Nowhere – 1996
- Stepping Out/Under a Lucky Sign – 1996
- Trust Me – 1996
- To Be Your Man/med Peter & The Chiefs – 1998
- When Love Says Goodbye (med Jonas Otter) – 2007
- Om Du Har Ett Hjärta – 2011 (ur minnesalbumet Till Alf Robertson Med Kärlek)

## Melodier på Svensktoppen
- Allt som jag känner (duett med Tommy Nilsson) – 1988
- When Love Says Goodbye (med Jonas Otter) – 2007